# 全国共通図書券

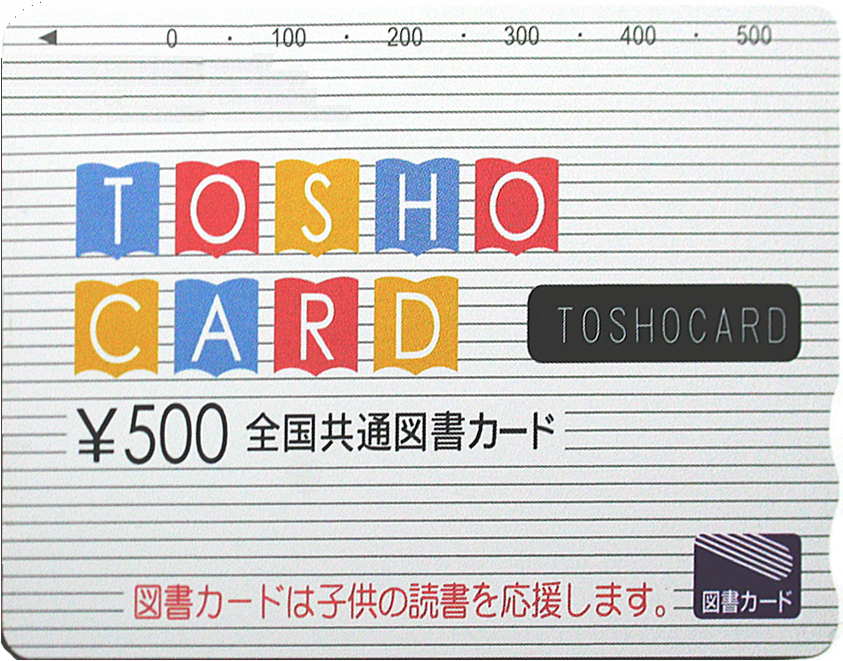
全国共通図書カード

全国共通図書券（ぜんこくきょうつうとしょけん）とは、日本図書普及株式会社が発行していた、書籍と引き換えられる有価証券である。通称「図書券」。
本項では、1990年12月から2016年5月まで発行されていた全国共通図書カード（ぜんこくきょうつうとしょカード、通称「図書カード」）、2016年6月から発行されている図書カードNEXT（としょカード ネクスト）についても記述する。

## 概要
日本において、金券の中では最も知名度、普及度が高いものの1つである。少額のお礼をする時や、子どもへのプレゼントなどに非常によく使われている。例えば、進学祝いなどの際に贈答に利用される。また、雑誌等の懸賞や各種クイズの賞品として用いられることも多い。副賞として賞金を贈呈するコンクールで、未成年者や高校生以下の場合などに現金ではなく同額の図書券でプレゼントすることもあった。一時期は献血の謝礼として図書券を提供する献血ルームもあったが、「換金性の高い物を提供するのはいわゆる売血行為に相当し好ましくない」として、現在は提供されていない。
2005年に図書券は販売終了し、図書カードに全面移行した。また、2016年に磁気式の図書カードは発行終了し、図書カードNEXTに移行したため、本稿では、図書券と図書カードと図書カードNEXTに分けて説明する。

## 図書カードNEXT
2016年6月より発行が開始された現行のプリペイドカード。従来の磁気式の図書カードと異なり、素材が紙になり、パンチ穴がなくなった。カード裏面に印字されたQRコードを書店設置の専用端末で読み取り、残高をデータセンターのサーバーで管理する方式を採用している。また、利用者はパソコンやスマートフォンにカード裏面の番号を記入することで残高や利用履歴を確認することができる。これまでの図書券や図書カードと異なり、10年間の有効期限が設けられており（図書券や図書カードは有効期限なし）、有効期限はカード裏面に印刷されている。従来の図書カードと異なり、楽天ブックスなどのインターネット上の書店でも利用出来る。

### 額面（NEXT）
- 500円
- 1,000円
- 2,000円
- 3,000円
- 5,000円
- 10,000円

## 全国共通図書カード
1990年12月より発行が開始された。プリペイドカードになってつり銭の処理が不要なため、従来の図書券に代わって主流となった。この名称は日本図書普及株式会社の登録商標である。大きさは86×54mmで、上部に残額の目安の指標が印刷されており、パンチ穴が開けられる。通称「図書カード」。2016年5月に発行終了し、上記の図書カードNEXTの発行が始まった。
多くの書店で利用可能だが、個人経営の書店などでは利用できない店もある。また、コンビニエンスストアやAmazon.co.jpでも利用できない。

### 額面（図書カード）
- 500円
- 1,000円
- 2,000円
- 3,000円
- 5,000円
- 10,000円

注文製作向けでない500円券は、山陰地区・東北地区・中国地区・四国地区は図書券販売終了時から、その他の地域では2005年夏頃より発売している。また、オリジナルの図書カードを製作するさい、上記の額面以外にも200円～9999円の間で自由に設定が可能（額面指定図書カード）で、実際に集英社『MORE』のアンケート謝礼用560円券といったものが存在している。

### 図書カードポスター
- 2004年・春　『人類の、入学祝いに。』
- 2004年・夏　『新しい、本の贈りもの、図書カード、』　遠藤史
- 2004年・冬　『この冬は、愛と、勇気と、図書カード。』　遠藤史
- 2005年・春　『冬この春も、誰かが誰かに 図書カード。』　遠藤史
- 2005年・夏　『さらりと贈ろう、夏だから。』　遠藤史
- 2005年・冬　『かる～く贈れるギフトだよ。』　ベッキー
- 2006年・春　『おめでとうが、満開です。』　ベッキー
- 2006年・夏　『親しき仲に、ちょこちょこ贈ろう。』　ベッキー
- 2007年・秋　『読みたい本くらい、ちゃんとある』　成海璃子
- 2007年・冬　『気づいたら、本が好きだった。だから読んでいる。』　成海璃子
- 2008年・春　『春が来た。図書カードをもらった。もう使っちゃった。』　成海璃子
- 2008年・夏　『去年の夏は、好きな本も嫌いな本もなかった。』　成海璃子
- 2008年・秋　『本と仲良くなるギフト。』　成海璃子
- 2008年・冬　『新しい本をひらくのは、プレゼントをあける気持ちに似ている。』　成海璃子
- 2009年・春　『贈ってくれて、ありがとう。さっそくの一冊です。』　成海璃子
- 2009年・夏　『読書は、私をちょっと大人にしてくれる。』　成海璃子

## 図書券
図書・雑誌の販売促進を目的として、1960年に発行が開始された。1990年からは磁気カード（プリペイドカード）方式の「図書カード」が発行開始され、その後、図書カードの読取端末が書店レジに普及したため、2005年10月1日をもって書店での図書券の販売は終了した。有効期限は定められておらず、また、2017年1月時点では「文具券」などのような利用停止や払い戻しの措置をしていないため、手持ちの図書券は、初期のものを含めて引き続き使用できる。（日本図書普及・過去に発行した図書券参照）
初期（1976年11月まで）のものは20円券の50枚綴りなどのような、かつてのバスの回数券に似た少額券の複数綴りであったが、1976年12月以降は100円券と500円券の1枚券となり、販売終了時点では、500円券のみが発行されていた。加盟店であればどこでも使え、日本のほとんどの書店が加盟店となっていた。

## 歴史
- 1960年12月:発行開始。
- 1990年12月：図書カードの発行開始。
- 1995年：100円券の発行が終了。
- 2003年11月：山陰地区（鳥取県・島根県）での図書券販売終了
- 2004年9月：東北地区、中国地区、四国地区での図書券販売終了
- 2005年10月：図書券の販売終了。図書カードに完全移行。
- 2016年5月：図書カードの発行終了。
- 2016年6月：図書カードNEXTの発行開始。
- 2025年4月16日：全国共通図書カード（磁気式図書カード）や図書券を図書カードNEXTへ交換できるサービス『図書カード交換ステーション』開始[5]。

## 問題点など

### 図書カードNEXT(問題点)
- これまでの図書券や磁気式図書カードと異なり、10年間の有効期限が設けられている。
- パンチ穴が開かないため、見ただけでは未使用なのか使用済みか見分けがつかない。

### 図書カード(問題点)
- 磁気カードだが、テレホンカードやクオカードと同様に裏面に残額が表示されないため残額が分かりにくい。
- 読取不良時などの再発行には日本図書普及への送付が必要。
- カード端末の設置には有償の年間保守契約が必要なために設置していない書店もあり、図書券に比べて利用できる書店が少ない。

### 図書券(問題点)
- 書店は、販売用の図書券の新券を仕入れる際は取次を通じて額面の95%で購入し、店舗で使用された図書券を換金する際には額面の95%分が充当される。そのため、図書券の「販売額」が「利用額」より多ければ書店の利益となり、少なければ損失となる。ただし図書カードの場合、 企業などの宣伝用に作られた「広告カード」による売上は、全額が書店の売上（100%入帳）となる。なお、店舗で使用された図書券の換金も、取次を通じて行うので、実際には現金として得られず、取次への書籍の仕入代金として相殺される。
- 図書券で金額未満の書籍や雑誌を購入する場合、お釣りをどのようなかたちで提供するかは各店の判断に任されている。ただし、何らかのかたちで図書券の額面と購入書籍の差額を清算することは義務付けられている。100円券を単位として100円未満は現金とする場合もあれば、そのお店でのみ利用可能な図書引換券、というかたちでお釣りを渡しているところもある。また、額面以上での利用を呼びかけ、いかなるかたちでもお釣りを出さない店舗もある。中には、図書券で額面未満の買い物をした場合は「お釣りを出さない制度になっている」と回答する店舗もある[注 2]。
- 発行元の日本図書普及株式会社が発行する全図書普及新聞1992年6月24日号では、現金でお釣りを返して欲しい旨呼びかけている。なお、同年7月22日号と8月28日号では釣り銭の返却状況などについて分析している。

## エピソード
- 日本テレビの「午後は○○おもいッきりテレビ」で問題を出題し、正解者が少数の場合や遠方から来た観客に対し、司会のみのもんたが番組オリジナル図書カードをプレゼントした。番組開始当初はテレホンカードをプレゼントしていた。